# 山崎清次
山崎 清次（やまざき せいじ、1891年1月18日 - 1959年11月1日）は、日本の陸軍軍人。最終階級は陸軍中将。

## 経歴
東京都出身。1912年（明治45年）5月、陸軍士官学校（24期）を卒業。同年12月、砲兵少尉任官。
1938年（昭和13年）7月、砲兵大佐に進級し野砲兵第21連隊長に就任、日中戦争に出征し南京付近の警備に従事。1940年（昭和15年）8月、陸軍野戦砲兵学校教導連隊長に異動。1941年（昭和16年）7月、第51砲兵団長となり、同年10月、陸軍少将に昇進した。
1942年（昭和17年）8月、北支那方面軍付となり、1943年（昭和18年）6月、支那派遣軍砲兵教育隊長となる。1945年（昭和20年）1月、第52軍隷下の第8砲兵司令官に就任し、千葉県佐倉で陣地を構築。同年4月、陸軍中将に進んだ。同年5月、近衛第3師団長に親補され、千葉県成東で本土決戦に備えていたが、交戦することなく終戦を迎えた。
1947年（昭和22年）11月28日、公職追放仮指定を受けた。

## 栄典
- 1913年（大正2年）2月20日 - 正八位[2]